# Tina Kozin
Tina Kozin, slovenska komparativistka, * 2. februar 1975, Ljubljana
Prejela je Študentsko Prešernovo nagrado.
Je literarna kritičarka, urednica zbirke kratkih zgodb "Stopinje" pri LUD Literatura, Stritarjeva nagrajenka za kritiko in pesnica.
Leta 2010 je izdala svoj prvenec, pesniško zbirko Mož s petimi podplati, sicer pa objavlja pesmi med drugim v revijah Zvon, Literatura in Sodobnost. Svoje pesmi je brala na Prangerju v Rogaški Slatini, na dnevih "Poezije in vina" na Ptuju ter nastopala na festivalu poezije na Irskem. Zaposlena je na Radiu Slovenija na programu ARS. Leta 2021 je prejela Veronikino nagrado.